# Private Security Company Association of Iraq
Die Private Security Company Association of Iraq (PSCAI) war eine Non-Profit-Organisation von etwa 40 privaten Sicherheits- und Militärunternehmen, die in der Folge des Irakkriegs von 2004 bis 2011 im Irak tätig waren. Sitz war Bagdad.
Zu den Kernaufgaben für seine Mitglieder zählten dabei:
- die Regelung der rechtlichen Grundlagen für die Tätigkeiten im Irak
- die Vergabe/Verlängerung von gültigen Lizenzen an seine Mitglieder
- die Ausstellung von Waffenberechtigungsscheinen zum Führen einer Waffe im Irak
- Erteilung von Führerscheinen/Fahrgenehmigungen aller Art für den Irak

Für die Arbeit seiner Mitglieder hatte die PSCAI mit der US-Verwaltung im Irak und den irakischen Regierungsbehörden eine strafrechtliche Immunität nach dem Vorbild der US-Armee ausgehandelt. Durch das sogenannte „Memorandum 17“ der US-Verwaltung operierten die Mitglieder der PSCAI somit in einer rechtlichen Grauzone: immun gegen irakisches Recht und unbehelligt von US-Gerichten.
Die PSCAI arbeitete eng mit folgenden Regierungsorganisationen im Irak zusammen: Iraqi Ministry of Interior (MOI), US Embassy Regional Security Office (RSO), Joint Area Support Group Central (JASG-C) Security Directorate, Multi-National Division-Baghdad (MND-B), Reconstruction Operations Center (ROC) Directorate, USAF International Zone Police, Project & Contracting Office (PCO) Logistics, Logistics Movement Control Center (LMCC), and the Joint Contracting Command Iraq (JCCI).
Nach dem vollständigen Abzug der US-Truppen löste sich die Organisation am 31. Dezember 2011 auf.

## Mitglieder
- American-Iraq Solutions Group
- Falcon Group
- Olive Group
- REED
- Sabre International Security
- Sallyport Global Services
- SKA Skylink Arabia
- Unity Resources Group